# Handianus fuscus
Handianus fuscus är en insektsart som beskrevs av Alexander Fyodorovich Emeljanov 1964. Handianus fuscus ingår i släktet Handianus och familjen dvärgstritar. Inga underarter finns listade i Catalogue of Life.